# Approche transversale
L'approche transversale est une théorie psychosociologique existentielle et multiréférentielle, développée par René Barbier, professeur de sciences de l'éducation à l'université Paris-VIII, entre 1970 et 1997.

## Explication de la théorie
Elle implique la mise en œuvre, dans toute situation éducative, de trois types d'écoute/parole :
- scientifique-clinique, avec sa méthodologie propre de recherche, appelée recherche-action existentielle
- poétique-existentielle qui prend en compte les phénomènes imprévus résultant de l'action des minorités et de la particularité dans un groupe social ou chez un individu
- spirituelle-philosophique, c’est-à-dire l'écoute des valeurs ultimes qui sont en œuvre chez le sujet (individu ou groupe)

Ce sont des valeurs ultimes, c'est-à-dire ce par quoi nous sommes rattachés à la vie, ce que nous investissons le plus quant au sens de la vie. Nous avons tous de telles valeurs, même si nous ne savons pas toujours les reconnaître avec suffisamment de lucidité. Dans un groupe, quelles sont ses valeurs ultimes, ce par quoi il accepte de risquer l'essentiel ?
L'écoute sensible s'inscrit dans cette constellation des trois écoutes mais également d'un axe de vigilance qui retient comme postulat trois types d'imaginaire toujours en acte dans une situation éducative en vue d'élucider leur transversalité inéluctable :
L'imaginaire personnel-pulsionnel, avec la question non tranchée de la nature des pulsions (quid de la pulsion de mort, par rapport à Éros ?)
- L'imaginaire social-institutionnel, avec son magma de « significations imaginaires sociales » (Cornelius Castoriadis), produit psychique collectif, au niveau de la société, d'une capacité radicale de créer des formes, figures, images plus ou moins étayée au développement de la base matérielle, technologique et économique, de la société. Par exemple l'ensemble des « significations imaginaires sociales » qui ont accompagné la montée de la technologie informatique et l'ère des ordinateurs, aujourd'hui avec le mythe de la communication absolue interplanétaire par internet, ou encore les modifications dans les attitudes et les comportements sexuels à la suite de l'usage généralisé de la contraception par voie orale. L'imaginaire social s'impose durablement par le biais des institutions et des organisations (familiales, professionnelles, syndicales, politiques, de loisirs, de culture…).
- L'imaginaire « imaginaire sacral », nommé ainsi du fait de l'impact de forces et d'énergies qui nous traversent sans que nous puissions les contrôler (forces telluriques, bouleversements écologiques, énergies cosmiques, ou plus modestement notre rapport à la mort et au non-être). L'être humain est « jeté » dans la nature et doit y trouver un sens. Il développe un trait essentiel de son identité : « l'homo religiosus », comme l'a fait remarquer Mircea Eliade dans ses recherches.

Chaque type d'imaginaire engendre sa propre transversalité, c'est-à-dire un réseau symbolique spécifique doté, en relation et en proportion variables, d'une composante structuro-fonctionnelle à côté et en interrelation avec une composante imaginaire, relativement structuré et stable, fonctionnant comme « un bain de sens » à décrypter, inscrite dans les produits, les pratiques et les discours du sujet.